# Ina
Per a la deessa polinèsia vegeu Ina (mitologia)
Ina (en grec antic: Ἴνα) va ser una ciutat de Sicília esmentada per Claudi Ptolemeu que diu que era al sud de l'illa. La seva situació és desconeguda.
Ciceró també la menciona, encara que amb un gentilici una mica diferent, ennenses, quan hauria de ser inenses però tampoc no la situa. Ciceró diu que va ser una de les ciutats de Sicília arruïnades per Verres.